# 荒木寿友
荒木 寿友（あらき かずとも、1972年 - ）は、日本の教育学者。
1972年生まれ。1998年、同志社大学大学院文学研究科教育学専攻修士課程修了。2003年、京都大学大学院教育学研究科博士課程修了。現在、立命館大学大学院教職研究科教授。放送大学客員教授。日本道徳性発達実践学会事務局長。光村図書道徳教科書編集委員。NPO法人EN Lab.代表理事。
専門は、教育方法学、道徳教育、国際教育、教師教育学など。対話やワークショップを核とした研究とともに、国内外（海外はミャンマー）で教育支援、教師支援活動を行う。

## 著書

### 単著
- 『学校における対話とコミュニティの形成』（三省堂、2013）
- 『ゼロから学べる道徳科授業づくり』（明治図書、2017）
- 『いちばんわかりやすい道徳の授業づくり：対話する道徳をデザインする』（明治図書、2021）

### 編著
- 『教育の方法と技術 (新しい教職教育講座　教職教育編)』（ミネルヴァ書房、2018）
- 『未来のための探究的道徳』（明治図書、2019）
- 『道徳教育はこうすれば〈もっと〉おもしろい』（北大路書房、2019）
- 『新しい教職教育講座　道徳教育』（ミネルヴァ書房、2019）

など。

### 共著
- 「コンピテンシーの育成と人格の形成：道徳のコンピテンシーから導かれる＜道徳性＞の再定義」
- 『深い学びを紡ぎ出す』（勁草書房、2019）
- 「発達理論と道徳教育：道徳性の発達をふまえた内容項目の検討」
- 『道徳教育はいかにあるべきか』（ミネルヴァ書房、2021）

## 論文
- 荒木寿友 (2020)「第2特集 これからの道徳ーafterコロナへの課題と変革 課題1 教科書 よりよく生きるためにより『深く考える』ためのきっかけを与える教科書」『道徳教育』 60 (11)、48-51
- 荒木寿友 (2020)「セーブ・ザ・チルドレン・ジャパンによる緊急子どもアンケートの意義・分析・そして今後」『生活教育』8・9月号] (856)、16-20
- 荒木寿友 (2018)「これからの道徳教材の方向性：資質・能力を育成するための道徳教材開発」日本道徳教育学会『道徳と教育』62 (336)、119-130
- 荒木寿友 (2016)「ワークショップの構造からみた新しい類型化の試み：連続した取り組みとしてワークショップを展開するために」『立命館教職教育研究特別号』3-13

など多数。